# Facultatea Inginerie Economică și Business a Universității Tehnice a Moldovei
Facultatea Inginerie Economică și Business (FIEB) este una dintre facultățile Universității Tehnice a Moldovei.
Facultatea Inginerie Economică și Business și-a început activitatea în 2003. 

## Departamente
- Teorie economică și marketing
- Economie și management
- Catedra militară

## Studii

### Programe de studii licență:
- Business și administrare cu specializarea în industrie sau construcții
- Marketing și logistică
- Contabilitate

### Programe de studii master:
- Administrarea afacerilor
- Marketing industrial
- Economia afacerilor imobiliare
- Administrarea afacerilor

### Programe de studii doctorat:
- Teorie economică și politici economice
- Economie și management în domeniul de activitate